# Lovro Toman
Lovro Toman (10. srpna 1827 Kamna Gorica – 15. srpna 1870 Rodaun) byl rakouský básník a politik slovinské národnosti, v 2. polovině 19. století poslanec Říšské rady.

## Biografie
Od roku 1836 studoval normální školu v Lublani, kde v letech 1839–1845 vystudoval i lyceum a v období let 1845–1847 filozofii. Následně odešel studoval práva na Vídeňské univerzitě. Během revolučního roku 1848 se podílel na studentském životě ve Vídni a v Lublani přednesl veřejný projev, který vyvolal značný ohlas. Pokračoval pak ve studiích na univerzitě ve Štýrském Hradci. V roce 1852 získal titul doktora práv. Nastoupil na finanční prokuraturu v Lublani a pak na krajský soud v Krani. Roku 1853 se oženil se spisovatelkou Josipinou Turnograjskou. Po svatbě se manželé přestěhovali do Štýrského Hradce. Zde působil Lovro jako koncipient. Josipina Turnograjska zemřela v roce 1854. Od roku 1856 byl Lovro praktikantem na finanční prokuratuře v Lublani, později působil jako advokát v Radovljici. Roku 1863 se nově oženil s Luizou Altman.
Po obnovení ústavní vlády se zapojil i do politiky. Od roku 1861 byl poslancem Kraňského zemského sněmu. Zemský sněm ho roku 1861 delegoval i do Říšské rady (tehdy ještě volené nepřímo) za Kraňsko (kurie venkovských obcí, obvod Radovljica, Weißenfels). K roku 1861 se uvádí jako advokát, bytem v Radovljici. Patřil mezi hlavní postavy slovinské strany ve vídeňském parlamentu. Opětovně byl zemským sněmem do Říšské rady vyslán i roku 1867, nyní za kurii obchodních a živnostenských komor. 14. prosince 1869 po znovuzvolení opětovně složil slib. Rezignoval roku 1870 v rámci hromadného složení mandátů u slovanských poslanců nespokojených s ústavním vývojem státu.
Roku 1865 se přestěhoval do Lublaně a po šest let byl tajemníkem obchodní a živnostenské komory. V závěru života trpěl zdravotními obtížemi. Odešel na léčení na předměstí Vídně, kde zemřel roku 1870.
Byl činný i jako romantický básník. Ovlivnil ho Janez Bleiweis.